# Semivermilia crenata
Semivermilia crenata é uma espécie de anelídeo pertencente à família Serpulidae.
A autoridade científica da espécie é O. G. Costa, tendo sido descrita no ano de 1861.
Trata-se de uma espécie presente no território português, incluindo a sua zona económica exclusiva.